# Онгерни
Онгерни (фр. Anguerny) насеље је и општина у северној Француској у региону Доња Нормандија, у департману Калвадос која припада префектури Кан.
По подацима из 2005. године у општини је живело 791 становника, а густина насељености је износила 254 становника/km². Општина се простире на површини од 2,85 km². Налази се на средњој надморској висини од 49 метара (максималној 69 m, а минималној 44 m).

## Демографија
| 1962. | 1968. | 1975. | 1982. | 1990. | 1999. | 2011. |
| ----- | ----- | ----- | ----- | ----- | ----- | ----- |
| 260   | 269   | 306   | 380   | 390   | 724   | 759   |

График промене броја становника у току последњих година